# Carlo Croccolo
Carlo Croccolo (Nápoles, 9 de abril de 1927-Castel Volturno, Caserta; 12 de octubre de 2019) fue un actor, director de cine y guionista italiano. En 1989 ganó el Premio David di Donatello como mejor actor de reparto por su papel en la película  'o Re.

## Biografía
Debutó en 1950 con la comedia Don Ciccillo si gode il sole en la radio, con L'Anfiparnaso en teatro, dirigido por Mario Soldati, y con la película I cadetti di Guascogna en el cine.

### Cine
En los años 1950 y 1960 actuó en muchas películas con algunos de los más exitosos actores cómicos italianos, como Totò, Eduardo De Filippo o Peppino De Filippo. En total trabajó en 118 películas: entre ellas, Ayer, hoy y mañana de Vittorio De Sica, The Yellow Rolls-Royce de Anthony Asquith, Casotto de Sergio Citti,  'O re de Luigi Magni (David di Donatello y Ciak d'oro como mejor actor de reparto de 1988), Camerieri de Leone Pompucci, Tre uomini e una gamba del trío de comedia Aldo, Giovanni y Giacomo y Li chiamarono... briganti! de Pasquale Squitieri.
En 1971 escribió y dirigió dos spaghetti westerns: Una pistola per cento croci y Black Killer, bajo el seudónimo de Lucky Moore. Junto a Totò, Croccolo escribió un guion para una película que nunca se ha realizado, titulada Fidanzamento all'italiana.

### Doblaje
Dobló a muchos actores como Oliver Hardy (en algunas película de El Gordo y el Flaco prestó la voz también a Stan Laurel). A partir de 1957 dobló a Totò en algunas escenas exteriores que no fue posible grabar en directo y que Totò no pudo doblar debido a problemas de vista. En I due marescialli realizó el doblaje también de Vittorio De Sica en la escena final, siendo grabada en una estación.

### Televisión
Su debut en la televisión se produjo en 1956, con un papel secundario en la serie L'Alfiere, seguida por una participación en Il Musichiere, en 1960, y en Za-bum n.2, en 1965. En 1977 tuvo un programa llamado Il Borsacchiotto. Entre 1996 y 1998 actuó en los telefilmes Dio vede e provvede y Come quando fuori piove, transmitidos por Canale 5. En 2006, 2008 y 2010 participó en la serie Capri de Rai 1, en el papel del pescador Totonno.

### Teatro
Entre sus numerosos trabajos teatrales destacan sus actuaciones en La grande magia de Eduardo De Filippo, dirigido por Giorgio Strehler, y en las comedias del dúo Garinei y Giovannini Rinaldo in campo y Aggiungi un posto a tavola.

## Filmografía

### Actor

#### Cine
- Il conte di Sant'Elmo, de Guido Brignone (1950)

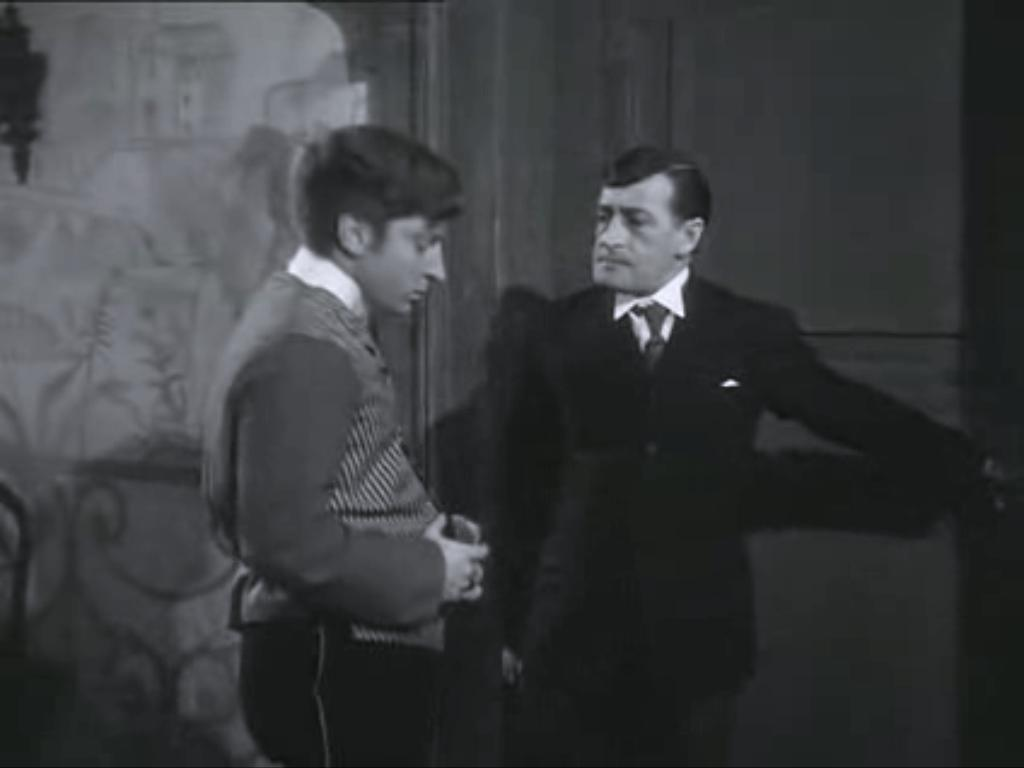
Carlo Croccolo con Totò en 47 morto che parla (1950).

- 47 morto che parla, de Carlo Ludovico Bragaglia (1950)
- Tototarzan, de Mario Mattoli (1950)
- L'inafferrabile 12, de Mario Mattoli (1950)
- I cadetti di Guascogna, de Mario Mattoli (1950)
- Totò sceicco, de Mario Mattoli (1950)
- Ha fatto 13, de Carletto Manzoni (1951)
- Auguri e figli maschi!, de Giorgio Simonelli (1951)
- Vendetta... sarda, de Mario Mattoli (1951)
- Libera uscita, de Duilio Coletti (1951)
- Porca miseria!, de Giorgio Bianchi (1951)
- Stasera sciopero, de Mario Bonnard (1951)

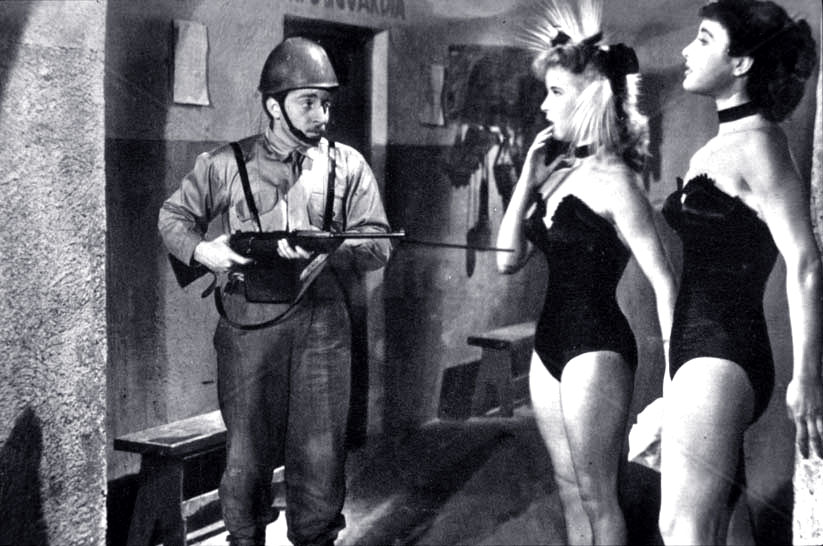
Carlo Croccolo, Delia Scala y Silvana Pampanini en una escena de la película Bellezze in bicicletta (1951).

- Bellezze in bicicletta, de Carlo Campogalliani (1951)
- Arrivano i nostri, de Mario Mattoli (1951)
- Licenza premio, de Max Neufeld (1951)
- Il caimano del Piave, de Giorgio Bianchi (1951)
- La paura fa 90, de Giorgio Simonelli (1951)
- Tizio, Caio e Sempronio, de Marcello Marchesi, Vittorio Metz y Alberto Pozzetti (1951)
- Ragazze da marito, de Eduardo De Filippo (1952)
- Primo premio: Mariarosa, de Sergio Grieco (1952)
- L'eterna catena, de Anton Giulio Majano (1952)
- Non è vero... ma ci credo, de Sergio Grieco (1952)
- Siamo tutti milanesi, de Mario Landi (1953)
- La figlia del reggimento, de Goffredo Alessandrini y Géza von Bolváry (1953)
- Cuttica, episodio de Gran varietà, de Domenico Paolella (1954)
- Di qua, di là del Piave, de Guido Leoni (1954)
- Miseria e nobiltà, de Mario Mattoli (1954)
- Assi alla ribalta, de Ferdinando Baldi y Giorgio Cristallini (1954)
- Rosso e nero, de Domenico Paolella (1954)
- I pinguini ci guardano, de Guido Leoni (1955)
- Il più comico spettacolo del mondo, de Mario Mattoli (1955)
- Altair, de Leonardo De Mitri (1955)
- Totò lascia o raddoppia?, de Camillo Mastrocinque (1956)
- Cerasella, de Raffaello Matarazzo (1959)
- Signori si nasce, de Mario Mattoli (1960)
- Appuntamento a Ischia, de Mario Mattoli (1960)
- Il mio amico Jekyll, de Marino Girolami (1960)
- Fontana di Trevi, de Carlo Campogalliani (1960)
- Meravigliosa, de Carlos Arévalo y Siro Marcellini (1960)
- Mina... fuori la guardia, de Armando William Tamburella (1961)
- Fra Manisco cerca guai..., de Armando William Tamburella (1961)
- L'amant de cinq jours, de Philippe de Broca (1961)
- Maciste contro Ercole nella valle dei guai, de Mario Mattoli (1961)
- Pesci d'oro e bikini d'argento, de Carlo Veo (1961)

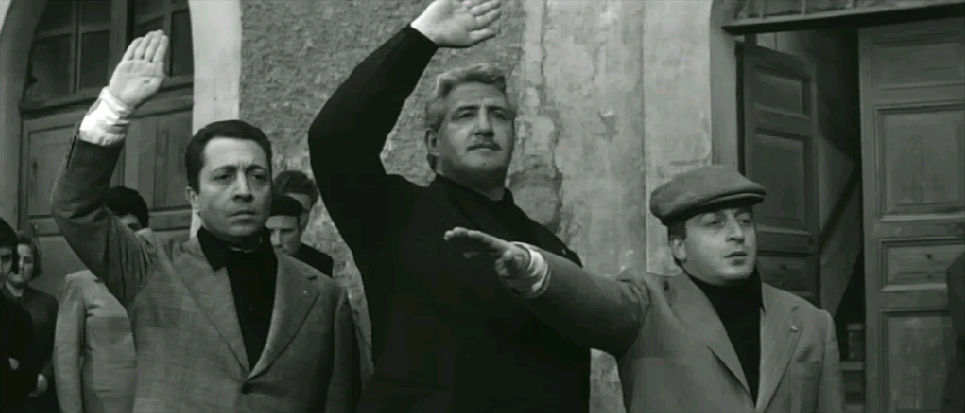
Con Tieri y Carotenuto en Gli eroi del doppio gioco (1962).

- Gli eroi del doppio gioco, de Camillo Mastrocinque (1962)
- Jessica, de Oreste Palella (1962)
- The Reluctant Saint, de Edward Dmytryk (1962)
- I quattro moschettieri, de Carlo Ludovico Bragaglia (1963)
- Noches de Casablanca, de Henri Decoin (1963)
- Adelina, episodio de Ayer, hoy y mañana, de Vittorio De Sica (1963)
- Panic Button, de George Sherman (1964)
- I marziani hanno 12 mani, de Castellano y Pipolo (1964)
- Freddy und das Lied der Prärie, de Sobey Martin (1964)
- The Yellow Rolls-Royce, de Anthony Asquith (1964)
- Non son degno di te, de Ettore Maria Fizzarotti (1965)
- Testa di rapa, de Giancarlo Zagni (1966)
- Perdono, de Ettore Maria Fizzarotti (1966)
- Io, io, io... e gli altri, de Alessandro Blasetti (1966)
- Dio, come ti amo!, de Miguel Iglesias (1966)
- Caccia alla volpe, de Vittorio De Sica (1966)
- Come imparai ad amare le donne, de Luciano Salce (1966)
- The Biggest Bundle of Them All, de Ken Annakin (1968)
- Diabolik, de Mario Bava (1968)
- Il diario proibito di Fanny, de Sergio Pastore (1969)
- Una pistola per cento croci, de Carlo Croccolo (1971)
- Black Killer, de Carlo Croccolo (1971)
- Passi furtivi in una notte boia, de Vincenzo Rigo (1976)
- Le seminariste, de Guido Leoni (1976)
- Signore e signori, buonanotte de varios directores (1976)
- Casotto, de Sergio Citti (1977)
- Me envía Picone, de Nanni Loy (1983)
- Massimamente folle, de Marcello Troiani (1985)
- El profesor, de Giuseppe Tornatore (1986)
- Via Lattea... la prima a destra, de Ninì Grassia (1989)
- 'o Re, de Luigi Magni (1989)
- In nome del popolo sovrano, de Luigi Magni (1990)
- L'avaro, de Tonino Cervi (1990)
- In camera mia, de Luciano Martino (1992)
- Il cielo è sempre più blu, de Antonello Grimaldi (1995)
- Uomini uomini uomini, de Christian De Sica (1995)
- Camerieri, de Leone Pompucci (1995)
- Giovani e belli, de Dino Risi (1995)
- Un inverno freddo freddo, de Roberto Cimpanelli (1996)
- In Love and War, de Richard Attenborough (1996)
- Consigli per gli acquisti, de Sandro Baldoni (1997)
- Tre uomini e una gamba, de Massimo Venier y Aldo, Giovanni y Giacomo (1997)
- Il commesso viaggiatore, de Francesco Dal Bosco (1999)
- Il guerriero Camillo, de Claudio Bigagli (1999)
- Li chiamarono... briganti!, de Pasquale Squitieri (1999)
- La vita, per un'altra volta, de Domenico Astuti (1999)
- Quattro scatti per l'Europa, de Ivan Carlei - cortometraje (1999)
- Terra bruciata, de Fabio Segatori (1999)
- Ogni lasciato è perso, de Piero Chiambretti (2001)
- Il debito, de Alfredo Santucci - cortometraje (2002)
- Amore con la S maiuscola, de Paolo Costella (2002)
- Il quaderno della spesa, de Tonino Cervi (2003)
- Cose da pazzi, de Vincenzo Salemme (2005)
- Italian Dream, de Sandro Baldoni (2009)
- La promessa, de Rino Piccolo - cortometraje (2009)
- Volevo solo vivere - Treno 8017 l'ultima fermata, de Vito Cesaro y Antonino Miele - cortometraje (2013)
- Vacanz... ieri, oggi e domani, de Lucio Ciotola y Fabio Massa (2014)

#### Televisión
- L'Alfiere, de Anton Giulio Majano - miniserie de televisión (1956)
- Il giornalino di Gian Burrasca, de Lina Wertmüller - miniserie de televisión (1964)
- I legionari dello spazio, de Italo Alfaro - miniserie de televisión (1966)
- Le spie - serie de televisión, episodio 2x09 (1966)
- Il commissario De Vincenzi, de Mario Ferrero - serie de televisión, episodio 2x02 (1977)
- Un uomo da ridere, de Lucio Fulci - miniserie de televisión (1980)
- Vento di mare, de Gianfranco Mingozzi - miniserie de televisión (1991)
- Inside the Vatican, de John McGreevy - serie de televisión (1993)
- Pazza famiglia, de Enrico Montesano - serie de televisión (1996)
- Dio vede e provvede - serie de televisión, episodio 1x01 (1996)
- Quei due sopra il varano - serie de televisión (1996)
- Un prete tra noi - serie de televisión, 4 episodios (1997)
- S.P.Q.R., de Claudio Risi - serie de televisión (1997)
- Amiche davvero!!, de Marcello Cesena - telefilme (1998)
- L'ispettore Giusti, de Sergio Martino - serie de televisión, episodio 1x04 (1999)
- Vola Sciusciù, de Joseph Sargent - telefilme (2000)
- Come quando fuori piove, de Bruno Gaburro - telefilme (2000)
- Una storia qualunque, de Alberto Simone - miniserie de televisión (2000)
- Una lunga notte, de Ilaria Cirino - telefilme (2001)
- Don Matteo - serie de televisión, episodio 2x07 (2001)
- L'inganno, de Rossella Izzo - telefilme (2003)
- Cinecittà, de Alberto Manni - serie de televisión (2003)
- Una famiglia in giallo, de Alberto Simone - serie de televisión, episodio 1x03 (2005)
- Capri - serie de televisión, 16 episodios (2006-2010)

### Director y guionista
- Una pistola per cento croci (1971)
- Black Killer (1971)

## Programas de televisión
- I cinque sensi sono sei (1954)
- Siparietto (1962)
- Canzoni da mezza sera (1962)
- Za-bum n.2 (1965)
- Cartoline d'auguri (1965)
- Il Borsacchiotto (1977)

## Prosa en televisión (RAI)

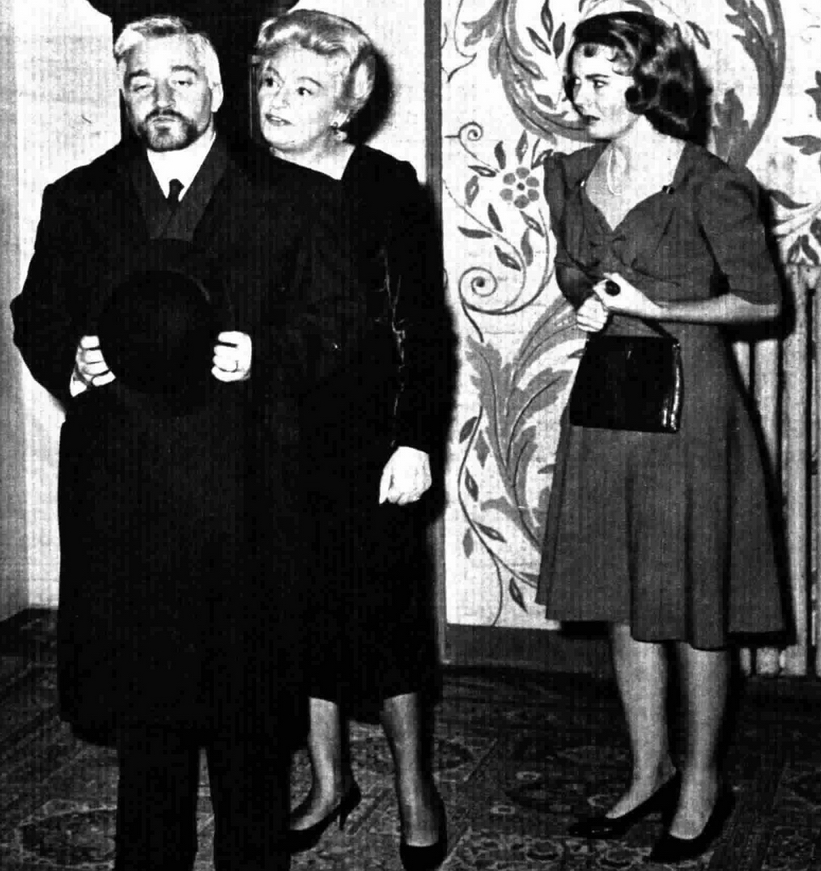
El actor junto a Evi Maltagliati y Emma Danieli (1962).

- So' dieci anne, de Libero Bovio, dirección de Vittorio Viviani (1961)
- Il tempo e la famiglia Conway, de John Boynton Priestley, dirección de Alessandro Brissoni (1962)
- Il coraggio, de Augusto Novelli, dirección de Marcello Sartarelli (1962)
- Luna sulla gran guardia (1962)
- Una volta nella vita, dirección de Mario Landi (1963)
- Il delitto, dirección de Flaminio Bollini (1967)
- Il misantropo, de Molière, dirección de Flaminio Bollini (1967)
- Liliom, de Ferenc Molnár, dirección de Eros Macchi (1968)
- L'albergo del libero scambio, de Georges Feydeau, dirección de Mario Missiroli (1997)

## Premios y distinciones
Festival Internacional de Cine de Venecia
| Año  | Categoría                    | Película         | Resultado |
| ---- | ---------------------------- | ---------------- | --------- |
| 1999 | Premio FEDIC-Premio especial | The Protagonists | Ganador   |